# Ectodemia phleophaga
Ectodemia phleophaga је инсект из реда лептира (Lepidoptera) и породице Nepticulidae.

## Распрострањење
Ареал врсте је био ограничен на једну државу. Сједињене Америчке Државе су биле једино познато природно станиште врсте.

## Угроженост
Ова врста је изумрла, што значи да нису познати живи примерци.